# گی منیون
گی منیون (فرانسوی: Guy Maingon‎؛ زادهٔ ۳۱ ژوئیهٔ ۱۹۴۸) دوچرخه‌سوار اهل فرانسه است.